# 6191 Eades
6191 Eades eller 1989 WN1 är en asteroid i huvudbältet som upptäcktes den 22 november 1989 av den brittiske astronomen Brian G. W. Manning vid Stakenbridge-observatoriet. Den är uppkallad efter George Eades.